# قسم مشك أباد الريفي (مقاطعة أراك)
قسم مشك أباد الريفي (بالفارسية: دهستان مشک آباد) هي قسم تقع في إيران في قسم. يقدر عدد سكانها بـ 7,339 نسمة .